# Sebastián Fleitas
Pour les articles homonymes, voir Fleitas.
Sebastián Fleitas est un footballeur international paraguayen, né le 25 février 1947, et mort le 14 avril 2000.
Il commence sa carrière de joueur au Club Libertad, le club de sa ville natale.
Il passe la plus grosse partie de sa carrière en Espagne, avec un intermède d'une saison en France, au Nîmes Olympique.
Par la suite, il s'est marié avec la fille de l'acteur Fernando Rey.

## Palmarès
- Championnat d'Espagne de football
  - Vainqueur : 1972 avec le Real Madrid

- Coupe d'Espagne de football
  - Vainqueur : 1970 avec le Real Madrid

- Meilleur buteur du Championnat du Paraguay en 1967